# محاكاة افتراضية للتخزين
يعرف في علم الكمبيوتر، ان المحاكاة الافتراضية للتخزين تكون «عملية تقديم عرض منطقي لموارد التخزين الفعلية إلى» نظام كمبيوتر مضيف، والذي بدوره «يعالج جميع وسائط التخزين سواء كانت (القرص الصلب، أو القرص البصري، أو الشريط، وما إلى ذلك)، ويكون في المؤسسة كمجموعة واحدة من التخزين».
و يُعرف «نظام التخزين» أيضًا بمصفوفة التخزين، أو مجموعة الأقراص، أو الملفات . وتستخدم أنظمة التخزين عادةً أجهزة وبرامج، وتكون خاصة إلى جانب محركات الأقراص، من أجل توفير تخزين سريع، وموثوق جدًا للحوسبة ومعالجة البيانات. وعادة ماتكون أنظمة التخزين معقدة، ويمكن التفكير فيها كجهاز كمبيوتر ذي أغراض خاصة، ومصممة لتوفير سعة تخزين جنبًا إلى جنب، وذلك مع ميزات حماية البيانات المتقدمة. فلذلك تعرف أيضا محركات الأقراص على أنها عنصر واحد فقط داخل نظام التخزين، إلى جانب الأجهزة والبرامج المدمجة ذات الأغراض الخاصة داخل النظام.
و يمكن أن توفر أنظمة التخزين إما تخزينًا تم الوصول إليه بشكل كتلة، أو تخزينًا تم الوصول إليه بواسطة الملفات. وعادة ما يتم تسليم الوصول اليه عبر القناة الليفية ، أو بروتوكولات ك آي سيسكي أو ساس أو فايكون أو البروتوكولات الأخرى. وغالبًا ما يتم توفير الوصول إلى الملفات باستخدام بروتوكولات NFS أو SMB .و من ضمن سياق نظام التخزين، وهناك نوعان أساسيان من المحاكاة الافتراضية التي يمكن أن تحدث يمكننا ان نتعرف عليها في الآتي:
- أولا: تشير المحاكاة الافتراضية للكتل المستخدمة في هذا السياق إلى تجريد (فصل) التخزين المنطقي أو كما يعرف ب (التقسيم) من التخزين الفعلي، بحيث يمكن الوصول إليه دون اعتبار للتخزين المادي، أو البنية غير المتجانسة.و يتيح هذا الفصل لمسؤولي نظام التخزين مرونة أكبر في كيفية إدارة التخزين للمستخدمين النهائيين.[3]
- ثانيا: تتناول المحاكاة الافتراضية للملف تحديات ناس. من خلال إزالة التبعيات بين البيانات التي يتم الوصول إليها على مستوى الملف، ومن خلال الموقع الذي يتم فيه تخزين الملفات فعليًا. وهذا يوفر فرصًا لتحسين استخدام التخزين، ودمج الخادم، وإجراء عمليات ترحيل الملفات غير المعطلة.

## حظر المحاكاة الافتراضية

### إعادة تعيين مساحة العنوان
تساعد المحاكاة الافتراضية للتخزين، على تحقيق استقلالية الموقع، وذلك عن طريق تلخيص الموقع الفعلي للبيانات. ويقدم نظام المحاكاة الافتراضية للمستخدم مساحة منطقية لتخزين البيانات، ويتعامل مع عملية تعيينه إلى الموقع الفعلي.
و من الممكن أن يكون لديك عدة طبقات من المحاكاة الافتراضية أو رسم الخرائط.و من الممكن بعد ذلك، أن يتم إخراج طبقة واحدة فقمن المحاكاة الافتراضية، ويكون ذلك كمدخل لطبقة أعلى من المحاكاة الافتراضية.و وبعدها تقوم المحاكاة الافتراضية بتعيين المساحة بين موارد النهاية الخلفية، والموارد الأمامية. ففي هذه الحالة، ستشير «النهاية الخلفية» إلى رقم الوحدة المنطقي الذي لا يتم تقديمه إلى جهاز كمبيوتر، أو إلى نظام مضيف للاستخدام المباشر.و يتم تقديم رقم الوحدة المنطقي أو وحدة التخزين «الأمامية» إلى نظام مضيف أو كمبيوتر للاستخدام.
و سيعتمد الشكل الفعلي للخرائط على التنفيذ المختار.و قد تحد بعض التطبيقات من دقة التعيين التي قد تحد من إمكانيات الجهاز. وتتراوح التفاصيل النموذجية من قرص مادي واحد إلى بعض المجموعات الفرعية الصغيرة، والمعروفه ب (مضاعفات الميجابايت أو الجيجابايت) من القرص الفعلي.
وفي بيئة التخزين المستندة إلى الكتلة، يتم تناول كتلة واحدة من المعلومات، وذلك باستخدام معرف وإزاحة رقم الوحدة المنطقي داخل رقم الوحدة المنطقي – وهي تعرف باسم عنونة الكتلة المنطقية.

### البيانات الوصفية
يتحمل برنامج أو جهاز المحاكاة الافتراضية على مسؤوليات عدة، ومنها مسؤولية الحفاظ على عرض متسق لجميع معلومات التعيين للتخزين الظاهري. وغالبًا ما تسمى معلومات التعيين هذه البيانات الوصفية، ويتم تخزينها كجدول تعيين.
و قد تكون مساحة العنوان محدودة، ولكن بالسعة المطلوبة للحفاظ على جدول الخرائط.و هذا قد يؤثرعلى كل من مستوى الدقة وإجمالي المساحة القابلة للعنونة، وذلك يكون بشكل مباشر على حجم البيانات الوصفية، وبالتالي جدول الخرائط.و لهذا السبب، فمن الشائع أن تكون هناك مقايضات، ما بين مقدار السعة التي يمكن معالجتها، ودرجة الدقة، أو الدقة في الوصول.
و تتمثل إحدى هذه الطرق الشائعة لمعالجة هذه الحدود، ويكون ذلك في استخدام مستويات متعددة من المحاكاة الافتراضية.و دائما مايكون في العديد من أنظمة التخزين خاصة المنتشرة اليوم، كثرة استخدام ثلاث طبقات من المحاكاة الافتراضية.
وأيضا من المعروف أنة لا تستخدم بعض عمليات التنفيذ جدول تعيين، وبدلاً من ذلك تحسب المواقع، ويكون ذلك عبر استخدام خوارزمية. وتستخدم عمليات التنفيذ هذه طرقًا ديناميكية لحساب الموقع عند الوصول، بدلاً من تخزين المعلومات في جدول تعيين.

### إعادة توجيه الإدخال / الإخراج
يستخدم برنامج أو جهاز المحاكاة الافتراضية البيانات الوصفية، في إعادة توجيه طلبات الإدخال / الإخراج.و سيتلقى طلب إدخال / إخراج بعد ذلك وارد يحتوي على معلومات، وتكون حول موقع البيانات من حيث القرص المنطقي، وبعدها يترجم هذا إلى الطلب ألإدخال / الإخراج الجديد، إلى موقع القرص الفعلي.
على سبيل المثال، قد يقوم الجهاز الأفتراضي ب:
- تلقى طلب قراءة ل القرص المنطقي من معرف رقم الوحدة المنطق (LUN) = 1، وعنونة الكتلة المنطقية (LBA) =32
- إجراء بحث بيانات التعريف عن رقم الوحدة المنطقي (LUN) =1، وعنونة الكتلة المنطقية (LBA) = 32، ووجد هذه الخرائط إلى معرف رقم الوحدة المنطق الفعلي = 7، وكذلك عنونة الكتلة المنطقية LBA0.
- طلب قراءة إلى معرف رقم الوحدة المنطق (LUN) الفعلي = 7، وعنونة الكتلة المنطقيةLBA0
- يستقبل البيانات مرة أخرى من معرف رقم الوحدة المنطق (LUN) الفعلي
- يرسل البيانات مرة أخرى إلى المنشئ كما لو كانت قد جاءت من القرص المنطقي من معرف رقم الوحدة المنطق (LUN) = 1، وعنونة الكتلة المنطقية (LBA)=32

### القدرات
تسمح معظم عمليات التنفيذ بإدارة غير متجانسة، وتكون من خلال أجهزة التخزين متعددة البائعين ضمن نطاق مصفوفة، وذاك لدعم تنفيذ معين. وهذا يعني أن الإمكانات التالية لا تقتصر على جهاز بائع واحد (كما هو الحال مع القدرات المماثلة، والتي توفرها وحدات تحكم التخزين المحددة)، وهي في الواقع ممكنة عبر أجهزة البائعين المختلفة.

### التكرار
لا تقتصر تقنيات نسخ البيانات فقط على أجهزة المحاكاة الافتراضية، وبالتالي فهي غير موصوفة هنا بالتفصيل الكاملة. ومع ذلك، ستوفر معظم عمليات التنفيذ البعض أو كل خدمات النسخ المتماثلة هذه.
و عندما تتم عملية التخزين بشكل افتراضي، بعدها يجب عليك تنفيذ خدمات النسخ المتماثل، ويكون ذلك فوق البرنامج أو الجهاز الذي يقوم بإجراء المحاكاة الافتراضية. وهذا صحيح بالطبع لأنه فقط فوق طبقة المحاكاة الافتراضية يمكن نسخ صورة حقيقية ومتسقة للقرص المنطقي. وهذا يضع حدود للخدمات التي يمكن لبعض التطبيقات تنفيذها  –  أو يجعلها صعبة التنفيذ. فإذا تم تنفيذ المحاكاة الافتراضية في الشبكة أو أعلى، فإن هذا سيجعل أي خدمات النسخ المتماثل التي تقدمها وحدات تحكم التخزين الأساسية عديمة الفائدة.
- يُحدث نسخ البيانات عن بعد لاستعادة البيانات بعد الكوارث:
  - انعكاس متزامن  –  حيث يتم إرجاع إكمال الإدخال / الإخراج فقط عندما يقر الموقع البعيد بالإنجاز.و ينطبق على مسافات أقصر من (<200   كم)
  - نسخ المتطابق غير المتزامن  –  حيث يتم إرجاع إكمال الإدخال / الإخراج قبل أن يوافق الموقع البعيد على الاكتمال.و ينطبق ذلك على مسافات أكبر بكثير (> 200   كم)
- لقطات في الوقت المناسب لنسخ البيانات أو نسخها لاستخدامات متنوعة، ومنها:
  - عند الدمج مع التزويد الدقيق، يتيح ذلك لقطات فعالة من حيث المساحة.

### تجمع
يتم تجميع موارد التخزين الفعلية في مجموعات تخزين، وهي التي يتم إنشاء التخزين المنطقي منها. ويمكن أيضا إضافة المزيد من أنظمة التخزين، والتي ربما قد تكون غير متجانسة في طبيعتها، عند الحاجة لها، وبعدها ستتسع مساحة التخزين الافتراضية بنفس المقدار. وهذه العملية شفافة تمامًا للتطبيقات التي تستخدم البنية التحتية للتخزين.

### إدارة القرص
يصبح البرنامج أو الجهاز الذي يوفر ظاهرية التخزين مديرًا شائعًا للقرص، الذي في البيئة الافتراضية. ويتم بعدها إنشاء الأقراص المنطقية، ويكون ذلك بواسطة برنامج أو جهاز ظاهري، وبعدها يتم تعيينها لكي (تصبح مرئية) إلى المضيف أو الخادم المطلوب، مما يوفر ذلك مكانًا أو طريقة مشتركة، وذلك لإدارة جميع وحدات التخزين في البيئة.
و من السهل توفير الميزات المحسنة في هذه البيئة:
- - وذلك بإدارة رقيقة لزيادة استخدام التخزين إلى أقصى حد
    - حيث يسهل تنفيذ ذلك نسبيًا، ويتم تخصيص التخزين الفعلي فقط في جدول التعيين عند استخدامه.
- وأيضا يسهل ذلك بتوسيع القرص وتقلصه
  - حيث يمكن تخصيص المزيد من التخزين المادي ، ويكون ذلك عن طريق الإضافة إلى جدول التعيين (بافتراض أن نظام الاستخدام يمكن أن يتكيف مع التوسع عبر الإنترنت)
  - وبالمثل، يمكن تقليل حجم الأقراص عن طريق إزالة بعض التخزين المادي من التعيين (الاستخدامات لهذا محدودة حيث لا يوجد ضمان لما يوجد على المناطق التي تمت إزالتها)

### الفوائد

#### ترحيل البيانات غير التخريبية
تتمثل إحدى الفوائد الرئيسية لتلخيص المضيف أو الخادم من التخزين الفعلي، ولكن يتم ذلك في القدرة على ترحيل البيانات، ولكن مع الحفاظ على الوصول المتزامن إلى الإدخال / الإخراج.
و يعرف المضيف عن القرص المنطقي أو كما يعرف باسم (القرص المنطقي المعين) فقط، وبالتالي فإن حدوث أي تغييرات على تعيين بيانات التعريف تكون دائماٌ شفافة للمضيف. وهذا يعني أنه يمكن نقل البيانات الفعلية أو نسخها، إلى موقع فعلي آخر دون إحداث أي تأثير على تشغيل أي عميل. وعندما يتم نسخ البيانات أو نقلها، يمكن بعدها ببساطة تحديث البيانات الوصفية للإشارة إلى الموقع الجديد، وبالتالي تحرير مساحة التخزين الفعلية في الموقع القديم.
و تُعرف أيضا عملية نقل الموقع الفعلي ب عمليم ترحيل البيانات .و بعدها ستسمح معظم عمليات التنفيذ بإجراء ذلك، ولكن بطريقة غير مُزعجة، وذلك في نفس الوقت الذي يستمر فيه المضيف في إجراء الإدخال / الإخراج على القرص المنطقي (أو LUN).
و تحدد دقة التفاصيل مدى سرعة تحديث البيانات الوصفية، ومقدار السعة الإضافية المطلوبة أثناء الترحيل، ومدى سرعة تمييز الموقع السابق على أنه مجاني. وكلما كانت الدقة أصغر كلما كان التحديث أسرع، ومساحة أقل مطلوبة وأسرع، يمكنها تحرير مساحة التخزين القديمة.
و هناك العديد من المهام اليومية التي يتعين على مسؤول التخزين القيام بها، والتي يمكن تنفيذها ببساطة ومتزامنة باستخدام تقنيات ترحيل البيانات، ومن هذه المهام:
- نقل البيانات من جهاز تخزين مفرط الاستخدام.
- نقل البيانات إلى جهاز تخزين أسرع حسب الحاجة
- تنفيذ سياسة إدارة دورة حياة المعلومات
- ترحيل البيانات من أجهزة التخزين القديمة (إما يتم إلغاؤها أو تأجيرها)

#### تحسين الاستخدام
يمكن زيادة الاستفادة من خلال خدمات التجميع والهجرة وخدمات التزويد الرقيقة. وهذا يسمح للمستخدمين بتجنب الإفراط في الشراء، وحلول التخزين الزائدة. أو بمعنى آخر، يمكن تخصيص هذا النوع من الاستخدام، وذلك من خلال مجموعة تخزين مشتركة بسهولة وسرعة، حيث يلزم ذلك تجنب القيود على سعة التخزين التي غالبًا ما تعوق أداء التطبيق.
و عندما يتم تجميع كل سعات التخزين المتاحة، بعدها لن يضطر مسؤولو النظام إلى البحث عن الأقراص، التي تحتوي على مساحة خالية لتخصيصها إلى مضيف أو خادم معين. ويمكن تخصيص قرص منطقي جديد ببساطة، وذلك من خلال التجمع المتاح، أو يمكن توسيع القرص الموجود.
و يعني التجميع أيضًا أنه يمكن استخدام كل سعة التخزين المتاحة. وتكون في البيئة التقليدية، وسيتم تعيين قرص بأكمله إلى مضيف. وقد يكون هذا أكبر مما هو مطلوب، وبالتالي سيضيع المساحة في البيئة الافتراضية، وبعدها يتم تعيين السعة المطلوبة من قبل المضيف، وذلك باستخدام القرص المنطقي (LUN).
و يمكن تعيين التخزين في المكان المطلوب عند هذه النقطة من الوقت، مما يقلل ذلك من الحاجة إلى تخمين مقدار ما سيحتاجه مضيف معين في المستقبل. وباستخدام ميزة «التزويد الرقيق»، يمكن للمسؤول بعدها إنشاء قرص منطقي كبير الحجم ورقيق جدًا، وبالتالي يعتقد النظام المستخدم على أنه يحتوي على قرص كبير جدًا من اليوم الأول.

#### نقاط إدارة أقل
باستخدام الوضع الظاهري للتخزين، يبدو أن العديد من أجهزة التخزين المستقلة، حتى ولو كانت مبعثرة عبر شبكة، تعرف على أنه جهاز تخزين مترابط واحد، ويمكن ان يتم إدارتها مركزيًا.
ومع ذلك، لا تزال إدارة وحدة تحكم التخزين التقليدي مطلوبة. أي بمعنى إنشاء وصيانة صفائف ريد، وبما في ذلك إدارة الأخطاء والأخطاء.

### المخاطر

#### التراجع عن تنفيذ فاشل
بمجرد أن تكون طبقة التجريد في مكانها ، لا يعرف هذه الأمر سوى أداة المحاكاة الافتراضية ، حيث تعرف مكان تواجد البيانات فعليًا على الوسط المادي. لذا فإن التراجع عن بيئة التخزين الافتراضية ، يتطلب إعادة بناء الأقراص المنطقية كأقراص متجاورة يمكن استخدامها بطريقة تقليدية.
و ستوفر معظم عمليات التنفيذ شكلاً من أشكال إجراءات التراجع ، ومع خدمات ترحيل البيانات ، قد يكون ذلك ممكنًا على الأقل ، ولكنه يستغرق وقتًا طويلاً.

#### التشغيل البيني ودعم البائع
تعد إمكانية التشغيل التفاعلي عاملاً تمكينياً رئيسياً لأي برنامج أو جهاز ظاهري. وكما ينطبق ذلك على وحدات التحكم الفعلية في التخزين الفعلي، والمضيفين ، وأنظمة التشغيل الخاصة بهم ، وبرامج متعددة المسارات ، وأجهزة الاتصال.
و تختلف متطلبات التشغيل البيني ، ويكون ذلك بناءً على التطبيق المختار. وعلى سبيل المثال ، لا تضيف المحاكاة الافتراضية التي يتم تنفيذها داخل وحدة تحكم التخزين ، على عبءًا إضافيًا ، إلى إمكانية التشغيل التفاعلي القائمة على المضيف ، ولكنها بالبطع ستتطلب دعمًا إضافيًا ، وذلك يكون لوحدات تحكم التخزين الأخرى، وإذا كانت ستتم إضفاء الطابع الافتراضي عليها ، سيكون بواسطة نفس البرنامج.
و قد لا تتطلب المحاكاة الافتراضية القائمة على المحول ، على قابلية تشغيل تبادلي مضيف معين - وهذا إذا كانت تستخدم تقنيات تكسير الحزم ، وذلك لإعادة توجيه الإدخال / الإخراج.
و تتمتع الأجهزة القائمة على الشبكة بأعلى مستوى من متطلبات التشغيل البيني ، حيث يجب أن تتفاعل مع جميع الأجهزة، والتخزين، والمضيفين.

#### تعقيد
يؤثر التعقيد على عدة مناطق وهي كالتالي :
- إدارة البيئة: على الرغم من أن البنية التحتية للتخزين الظاهري تستفيد من نقطة واحدة لإدارة القرص المنطقي وخدمة النسخ المتماثل ، فلا يزال يجب إدارة التخزين الفعلي. ويمكن أن يصبح تحديد المشكلة وعزل الخطأ معقدًا، وذلك بسبب طبقة التجريد.
- تصميم البنية التحتية: قد لا تنطبق أخلاقيات التصميم التقليدية ، وتجلب المحاكاة الافتراضية مجموعة كاملة من الأفكار ، والمفاهيم الجديدة للتفكير فيها (كما هو مفصل هنا)
- البرنامج أو الجهاز نفسه: بعض عمليات التنفيذ أكثر تعقيدًا من حيث التصميم والتشفير  –  على أساس الشبكة ، وخاصةً التصميمات داخل النطاق (المتماثل) على وجه الخصوص - وتعالج هذه التطبيقات فعليًا طلبات الإدخال / الإخراج ، وبالتالي يصبح الكمون مشكلة.

#### إدارة البيانات الوصفية
تعد المعلومات أحد الأصول الأكثر قيمة في بيئات الأعمال الحالية. وذلك لأن بمجرد البيانات الافتراضية ، فإن البيانات الوصفية ستكون هي الغراء في المنتصف.و في حالة فقد البيانات الوصفية ، سيتم بعدها فقدان جميع البيانات الفعلية ، لأنه سيكون من المستحيل تقريبًا إعادة بناء محركات الأقراص المنطقية ، وذلك بدون أي معلومات صادرة التعيين.
و يجب أن يضمن أي تنفيذ حمايته، وذلك يكون بمستويات مناسبة من النسخ الاحتياطية، والنسخ المتماثلة. ومن المهم أن تكون قادرًا على إعادة بناء البيانات الوصفية في حالة حدوث فشل كارثي.
و يعرف ان إدارة البيانات الوصفية لها أيضًا آثار على الأداء. ويجب أن يكون أي برنامج أو جهاز ظاهري قادرًا على الاحتفاظ بجميع نسخ البيانات الوصفية الذرية ، ويمكن تحديثها بسرعة.و أيضا تقيّد بعض عمليات التنفيذ القدرة على توفير بعض وظائف التحديث السريع ، على سبيل المثال، النسخ في الوقت المناسب، والتخزين المؤقت، حيث تكون التحديثات فائقة السرعة مطلوبة لضمان الحد الأدنى من الكمون لعمليات الإدخال / الإخراج الفعلية، التي يتم إجراؤها.

#### الأداء وقابلية التوسع
يمكن في بعض عمليات التنفيذ ، ان يتم تحسين أداء التخزين الفعلي بالفعل ، ويرجع ذلك أساسًا إلى عملية التخزين المؤقت. ومع ذلك ، دائماً يتطلب التخزين المؤقت إلى رؤية البيانات الواردة في طلب الإدخال / الإخراج ، وبالتالي يقتصر ذلك على برامج وأجهزة المحاكاة الافتراضية ، التي داخل النطاق والمتماثل. ومع ذلك ، فقد تؤثر عمليات التنفيذ هذه أيضًا بشكل مباشر على وقت استجابة طلب الإدخال / الإخراج ، ويكون ذلك في (فقد ذاكرة التخزين المؤقت)، وذلك سيكون بسبب اضطرار الإدخال/الإخراج للتدفق عبر البرنامج أو ، أو عبر الجهاز.و لذا افتراضاً أن البرنامج أو الجهاز مصمم بكفاءة ، يجب علية أن يكون ذا تأثيراً ضئيلًا، عندما يتم مقارنته بوقت الاستجابة المرتبط بوصول القرص الفعلي.
و نظرًا لطبيعة المحاكاة الافتراضية ، يتطلب رسم الخرائط المنطقية إلى بعضٍ من قوة معالجة ، وكذلك جداول البحث. لذلك ، ستضيف كل عملية تنفيذ قدرًا صغيرًا من الكمون.
و بالإضافة إلى مخاوف وقت الاستجابة ، يجب ان يتم مراعاة الإنتاجية.و كما يؤثر عرض النطاق الترددي ، سواءً كان داخل أو خارج برنامج البحث في البيانات الوصفية بشكل مباشر على النطاق الترددي المتاح للنظام.وأما في عمليات التنفيذ غير المتماثلة ، حيث يحدث البحث عن البيانات الوصفية قبل قراءة المعلومات أو كتابتها ، فإن عرض النطاق الترددي أقل أهمية ، وذلك لأن البيانات الوصفية تمثل جزءًا صغيرًا من حجم الإدخال / الإخراج الفعلي. وإن التدفق المتماثل داخل التصميمات محدود النطاق مباشرة من خلال قوة المعالجة ، ومن خلال عروض النطاق الترددي.
و توفر معظم عمليات التنفيذ شكلاً من أشكال نموذج التدرج ، وكما أنها أيضا توفر تضمين البرامج ، أو مثيلات الجهاز الإضافية ، وتكون على قابلية زيادة متزايدة ، ودائماٌ يكون عرض النطاق الترددي المحتمل. لذا فتتأثر خصائص الأداء كثيراً، وأيضا على قابلية التوسع بشكل مباشر بالتنفيذ المختار.

### مناهج التنفيذ
- القائم على المضيف
- تعتمد على جهاز التخزين
- قائم على الشبكة

#### القائم على المضيف
يتطلب التشغيل الافتراضي القائم على المضيف برامج إضافية يتم تشغيلها على المضيف. ولكن في بعض الحالات ، يتم تضمين إدارة وحدة التخزين في نظام التشغيل ، وفي حالات أخرى يتم تقديمها كمنتج منفصل.و تتم معالجة الأحجام (LUN) المقدمة إلى النظام المضيف، وذلك بواسطة برنامج تشغيل جهاز فعلي تقليدي. ومع ذلك ، فتوجد هناك طبقة في برنامج (مدير وحدة التخزين)، ومكانها أعلى برنامج تشغيل جهاز القرص، لكي تعترض طلبات الإدخال / الإخراج ، ويوفر ذلك البحث عن بيانات التعريف وتعيين الإدخال / الإخراج.
و تحتوي معظم أنظمة التشغيل الحديثة على شكل من أشكال إدارة وحدة التخزين المنطقية المدمجة (في لينكس وتسمى مدير وحدة التخزين المنطقي أو LVM ؛ وكذلك في سولاريس وفري بي إس دي، وأيضا في طبقة zpool الخاصة بـ ZFS ؛ وفي ويندوز وتسمى مدير القرص المنطقي أو LDM)، والتي تؤدي مهام المحاكاة الافتراضية.
ملاحظة : تم استخدام مديري وحدات التخزين المستندة إلى المضيف ، وكان ذلك قبل وقت طويل من صياغة مصطلح التخزين الظاهري .

##### الايجابيات
- سهلة التصميم والتشفير
- يدعم أي نوع تخزين
- يحسن استخدام وحدات التخزين من دون قيود تزويد دقيقة .

ويستخدم ذلك لتخزين البيانات في الوصول إليها تقريبا.

##### السلبيات
- يتم تحسين استخدام التخزين فقط على أساس كل مضيف
- يمكن إجراء النسخ المتماثل، وترحيل البيانات محليًا فقط إلى هذا المضيف
- البرنامج فريد لكل نظام تشغيل
- لا توجد طريقة سهلة للاحتفاظ بمثيلات المضيف متزامنة مع مثيلات أخرى
- من المستحيل استعادة البيانات التقليدية بعد تعطل محرك أقراص الخادم

#### أمثلة محددة
- التقنيات:
  - إدارة الحجم المنطقي
  - أنظمة الملفات، وعلى سبيل المثال (الروابط الثابتة، SMB / NFS)
  - التركيب التلقائي، وعلى سبيل المثال ، (autofs)

#### تعتمد على جهاز التخزين
مثل المحاكاة الافتراضية القائمة على المضيف ، فتوجد هناك عدة فئات لعدة لسنوات وتم تصنيفها مؤخرًا على أنها افتراضية. ولكنها لا توفر أجهزة تخزين البيانات البسيطة، وعلى سبيل المثال ، محركات الأقراص الثابتة المفردة ، أي ظاهرية. ولكن حتى أبسط صفائف الأقراص توفر تجريدًا منطقيًا إلى التجريد المادي ، حيث تستخدم مخططات ريد للانضمام إلى أقراص متعددة في صفيف واحد (وربما تقسم الصفائف لاحقًا إلى وحدات تخزين أصغر).
و غالبًا ما تحتوي صفائف الأقراص المتقدمة على الاستنساخ ، وكذلك اللقطات ، وأيضا النسخ المتماثل عن بُعد. ولكن بشكل عام ، لا توفر هذه الأجهزة على فوائد ترحيل البيانات ، أو النسخ المتماثل ، ويكون ذلك عبر مساحة تخزين غير متجانسة ، حيث يميل كل مورد إلى استخدام بروتوكولات ملكية خاصة به.
و تسمح سلالة جديدة من وحدات التحكم في صفيف القرص ، بالتثبيت النهائي لأجهزة التخزين الأخرى.وذلك لأغراض هذه المقالة، وكما اننا سنناقش فقط النمط الأحدث ، وهو الذي يعمل بالفعل على محاكاة أجهزة تخزين أخرى.

##### مفهوم
يوفر جهاز تحكم التخزين الأساسي على الخدمات ، وكما أنة يسمح بالتثبيت المباشر لوحدات تحكم التخزين الأخرى.و اعتمادًا على التنفيذ ، قد هناك يكون من نفس البائعين أو مختلفين.
و ستوفر وحدة التحكم الأساسية ، على خدمات التجميع ، وكذلك إدارة البيانات الوصفية. وقد توفر أيضًا خدمات النسخ المتماثل ، وأيضا الترحيل عبر وحدات التحكم هذه.

##### الايجابيات
- لا توجد متطلبات إضافية للأجهزة أو البنية التحتية.
- يوفر معظم مزايا التخزين الظاهري.
- لا يضيف الكمون إلى الإدخال /الإخراجات الفردية.

##### سلبيات
- تحسين استخدام التخزين فقط عبر وحدات التحكم المتصلة.
- يمكن إجراء النسخ المتماثل وترحيل البيانات فقط ، وذلك عبر وحدات التحكم المتصلة، ونفس جهاز البائعين لدعم المسافة الطويلة.
- يقتصر مرفق وحدة تحكم المصب إلى مصفوفة دعم البائعين.
- وقت الاستجابة للإدخال / الإخراج ، لا تتطلب نتائج ذاكرة التخزين المؤقت وحدة .تحكم التخزين الأساسية لإصدار طلب إدخال / إخراج ثانوي في اتجاه التيار.
- زيادة في موارد البنية التحتية للتخزين، وكما تتطلب وحدة تحكم التخزين الأساسية نفس النطاق الترددي ، مثل وحدات تحكم التخزين الثانوية للحفاظ على نفس الإنتاجية.

#### قائم على الشبكة
يعمل التخزين الظاهري للتخزين على جهاز قائم على الشبكة (و عادةً خادم قياسي أو مفتاح ذكي) وباستخدام شبكات قنوات iSCSI أو القناة الليفية للاتصال ب شبكة التخزين. وهذه الأنواع من الأجهزة هي أكثر أشكال المحاكاة الافتراضية المتاحة والمنفذة شيوعًا.
و يوضع جهاز المحاكاة الافتراضية في شبكة منطقة التخزين (شبكة التخزين) وذلك يوفر طبقة التجريد بين المضيفين ، الذين يقومون بإدخال / إخراج ووحدات التحكم في التخزين ، وهي التي توفر سعة التخزين.

##### الايجابيات
- محاكاة افتراضية غير متجانسة حقيقية.
- التخزين المؤقت للبيانات (فائدة الأداء)، وممكن عندما تكون في النطاق
- واجهة إدارة واحدة لجميع وحدات التخزين الافتراضية.
- خدمات النسخ المتماثل عبر الأجهزة غير المتجانسة.

##### سلبيات
- مصفوفات التشغيل البيني المعقدة  –  محدودة بدعم البائعين.
- من الصعب تنفيذ تحديثات البيانات الوصفية السريعة في الأجهزة القائمة على التبديل.
- يتطلب خارج النطاق برنامجًا معينًا يعتمد على المضيف.
- قد يضيف النطاق الترددي وقت استجابة إلى اللإدخال/ الإخراج.
- داخل النطاق ، يكون أكثر تعقيدًا في التصميم والتعليمات البرمجية.

##### مقابل الأجهزة مقابل التبديل
هناك نوعان من التطبيقات المتاحة بشكل شائع للافتراضية، وللتخزين القائم على الشبكة ، والقائم على الأجهزة والمرتكز على التبديل .و يمكن لكلا الطرازين توفير نفس الخدمات ، وكذلك إدارة القرص، وأيضا البحث عن البيانات الوصفية، وترحيل البيانات، والنسخ المتماثل.و يتطلب كلا الطرازين أيضًا بعض أجهزة المعالجة ، وذلك لتقديم هذه الخدمات.
و تعد الأجهزة المستندة على الأجهزة ، على أنها أجهزة مخصصة توفر شبكة التخزين، وذلك بشكل أو بآخر. ويمكن وضع هذه بين المضيفين والتخزين ، وفي حالة الأجهزة داخل النطاق (المتماثل)، يمكن بعدها أن تتوفر جميع المزايا ، وكذلك الخدمات التي تمت مناقشتها في هذه المقالة.وكما تستهدف طلبات الإدخال / الإخراج الجهاز نفسه ، وهو الذي ينفذ تعيين بيانات التعريف ، ويحدث ذلك قبل إعادة توجيه الإدخال / الإخراج ، وذلك عن طريق إرسال طلب الإدخال / الإخراج الخاص به إلى وحدة التخزين الأساسية.و يمكن أن يوفر الجهاز داخل النطاق أيضًا التخزين المؤقت للبيانات ، وكما توفر معظم عمليات التنفيذ شكلاً من أشكال تجميع الأجهزة الفردية ، وذلك للحفاظ على عرض ذري للبيانات الوصفية ، وأيضا بالإضافة إلى بيانات ذاكرة التخزين المؤقت.
و توجد الأجهزة القائمة على التبديل ، كما يوحي الاسم ، في أجهزة التبديل الفعلية المستخدمة لتوصيل أجهزة شبكة التخزين. وتقع هذه أيضًا بين المضيفين، والتخزين ، ولكن قد تستخدم تقنيات مختلفة ، وذلك لتوفير تعيين بيانات التعريف، وعلى سبيل المثال تكسير الحزم للتجسس على طلبات الإدخال / الإخراج الواردة ، وتنفيذ إعادة توجيه الإدخال / الإخراج. وكما أنة من الصعب التأكد من أن التحديثات الذرية للبيانات الوصفية في بيئة مبدلة ، والخدمات التي تتطلب تحديثات سريعة للبيانات ، والبيانات الوصفية قد تكون محدودة في التطبيقات المحولة.

#### داخل النطاق مقابل خارج النطاق
يعد في النطاق ، والمعروف أيضًا باسم الأجهزة الافتراضية المتناظرة ، والتي تجلس في الواقع في مسار البيانات بين المضيف والتخزين.و تمر جميع طلبات الإدخال/ الإخراج وبياناتها عبر الجهاز.و يقوم المضيفون بإجراء الإدخال / الإخراج لجهاز الظاهرية ولا يتفاعلون أبدًا مع جهاز التخزين الفعلي.و بعدها يقوم الجهاز الظاهري بدورة الإدخال/الإخراج إلى جهاز التخزين.و يتم تنفيذ التخزين المؤقت للبيانات، والإحصاءات حول استخدام البيانات ، وخدمات التكرار، وترحيل البيانات، وكذلك التزويد الرقيق بسهولة في جهاز داخل النطاق.
و تسمى الأجهزة الافتراضية خارج النطاق ، أو المعروفة أيضًا باسم الأجهزة غير المتماثلة بأسم خوادم البيانات الوصفية . وتؤدي هذه الأجهزة وظائف تعيين البيانات الوصفية فقط. ولكن هذا يتطلب برنامجًا إضافيًا في المضيف الذي يعرف أن يطلب أولاً موقع البيانات الفعلية. ولذلك ، يتم بعدها اعتراض طلب إدخال / إخراج من المضيف قبل مغادرته المضيف ، ويُطلب البحث عن البيانات الوصفية من خادم بيانات التعريف (و قد يكون ذلك من خلال واجهة أخرى بخلاف منطقة شبكة التخزين)، ووهي التي تُرجع الموقع الفعلي لـ البيانات إلى المضيف. ومن ثم يتم استرداد المعلومات من خلال طلب إدخال / إخراج فعلي إلى التخزين. ويعد التخزين المؤقت غير ممكن ، وهذا لأن البيانات لا تمر أبدًا عبر الجهاز.

## المحاكاة الافتراضية القائمة على الملف
مرادف يستخدم لمحاكاة NAS الافتراضية.

## روابط خارجية
- Russ Fellows, Evaluator Group (4 أكتوبر 2010). "Virtualization: The foundation of data center transformation". InfoStor. مؤرشف من الأصل في 2023-03-25.